# Twelve
Twelve (с англ. — «Двенадцать») — десятый студийный альбом американской рок-певицы Патти Смит, представляющий собой сборник кавер-версий на песни классиков рок-музыки (в него входят, например, такие композиции, как «Within You Without You» The Beatles, «Are You Experienced» Джими Хендрикса, «Helpless» Нила Янга). Появился в продаже в 2007 году. В дополнение к альбому, названному по количеству входящих в него композиций, был издан EP (мини-альбом) под названием «Two More» («Ещё 2»), в который вошли песни «Perfect Day» Лу Рида и «Here I Dreamt I Was an Architect» The Decemberists.

## Об альбоме
Twelve выдержан в несколько необычной для певицы минорной, мягкой манере с преобладанием акустики. Некоторые композиции с «Twelve» разительно отличаются от оригинальных версий, например, 6-минутная «Smells Like Teen Spirit», исполненная под банджо: жесткая, агрессивная оригинальная версия превращается здесь в чуть мрачноватую акустическую кантри-песню.
В интервью Смит сказала: «Работа над этими песнями была настоящим приключением. Мне всегда хотелось записать альбом кавер-версий, но я не знала, с какой стороны подойти к этому делу, не могла выбрать подходящие песни. Тем не менее, я справилась с этим делом, как мне кажется. Я выбрала совершенно разные композиции, общее у которых лишь одно — хорошая и осмысленная лирика».

## Список композиций
| #  | Название                          | Оригинальная версия                                                 | Продолжительность |
| -- | --------------------------------- | ------------------------------------------------------------------- | ----------------- |
| 1  | Are You Experienced?              | Джими Хендрикс                                                      | 4:46              |
| 2  | Everybody Wants to Rule the World | Роланд Орзабал, Иэн Стэнли (Tears for Fears)                        | 4:07              |
| 3  | Helpless                          | Нил Янг                                                             | 4:02              |
| 4  | Gimme Shelter                     | Мик Джаггер, Кит Ричардс (The Rolling Stones)                       | 5:00              |
| 5  | Within You Without You            | Джордж Харрисон (The Beatles)                                       | 4:51              |
| 6  | White Rabbit                      | Грейс Слик (Jefferson Airplane)                                     | 3:54              |
| 7  | Changing of the Guards            | Боб Дилан                                                           | 5:47              |
| 8  | The Boy in the Bubble             | Пол Саймон, Forere Motloheloa                                       | 4:30              |
| 9  | Soul Kitchen                      | Джим Моррисон, Джон Денсмор, Рэй Манзарек, Робби Кригер (The Doors) | 3:45              |
| 10 | Smells Like Teen Spirit           | Курт Кобейн, Дейв Грол, Крис Новоселич (Nirvana)                    | 6:31              |
| 11 | Midnight Rider                    | Грэг Оллман (The Allman Brothers Band)                              | 4:02              |
| 12 | Pastime Paradise                  | Стиви Уандер                                                        | 5:26              |
| 13 | Everybody Hurts (bonus)           | R.E.M.                                                              | 6:17              |